# Holany
Holany (en allemand : Hohlen) est un bourg (mestys) du district de Česká Lípa, dans la région de Liberec, en Tchéquie. Sa population s'élevait à 517 habitants en 2021.

## Géographie
Holany se trouve à 8 km au sud-ouest de Česká Lípa, à 43 km au sud-ouest de Liberec et à 61 km au nord de Prague.
La commune est limitée par Kozly au nord-ouest, par Kvítkov au nord-est, par Zahrádky à l'est, par Jestřebí au sud-est, par Dubá au sud et par Blíževedly et Stvolínky à l'ouest.

## Histoire
La première mention écrite du village date de 1352. Holany a accédé au statut de městys en 2006.

## Administration
La commune se compose de cinq quartiers :
- Holany
- Hostíkovice
- Loubí
- Oslovice
- Rybnov

## Transports
Par la route, Holany se trouve à 11 km de Česká Lípa, à 60 km de Liberec et à 81 km de Prague.